# Triaenodes unanimis
Triaenodes unanimis är en nattsländeart som beskrevs av Mclachlan 1877. Triaenodes unanimis ingår i släktet Triaenodes och familjen långhornssländor. Arten är reproducerande i Sverige. Inga underarter finns listade i Catalogue of Life.